# Dirk Marten Kruisinga
Dirk Marten Kruisinga (De Waarden, Grijpskerk, 20 april 1855 - Zuidhorn, 4 april 1917) was een Nederlands burgemeester.

## Leven en werk
Kruisinga was een zoon van landbouwer Pieter Ennes Kruisinga en Grietje Poll. Hij trouwde in 1886 met Kornelia Iwema (1861-1909).
Hij liet in 1908 in Zuidhorn de villa Geertruida bouwen, vernoemd naar zijn dochter Geertruida. Zij trouwde in 1910 met dr. Klaas Jans Feringa, zoon van de Grijpskerkster burgemeester Kornelis Pieters Feringa. De villa is tegenwoordig een rijksmonument.
Kruisinga werd in 1883 benoemd tot burgemeester van Oldehove, dat hij in 1896 verruilde voor Zuidhorn. In beide gemeentes werd hij opgevolgd door Gerrit de Vries. Naast burgemeester was Kruisinga onder andere opzichter van de stadspolder en kwelderlanden bij de Lauwerszee (1889) en bestuurslid van de Maatschappij tot Nut van 't Algemeen. Hij werd benoemd tot Officier in de Orde van Oranje-Nassau. Kruisinga overleed op 62-jarige leeftijd.